# Monte d'Iberia
Il monte d'Iberia è una collina che domina il panorama della cittadina di Nuovo Athos, in Abcasia, repubblica autonoma facente parte della Georgia.
In cima al monte si trovano le rovine della fortezza di Anacopia, sito archeologico dell'antica capitale del Regno di Abcasia.
Nelle viscere della collina si trova la grotta del Nuovo Athos, una delle più importanti attrazioni turistiche della cittadina.